# Mes amis les loups
Mes amis les loups (titre original : Never Cry Wolf) est un livre de Farley Mowat, publié en 1963 par McClelland & Stewart. L'auteur y relate ses expériences avec les loups arctiques au Canada subarctique. Ce livre aurait amélioré radicalement la perception du loup. Il a fait l'objet d'une adaptation cinématographique intitulée Un homme parmi les loups en 1983.

## Contexte et contenu
À la fin des années 1940, le Service canadien de la faune envoie Farley Mowatt étudier les causes du déclin du caribou dans le nord canadien. Ses observations le mènent à la conclusion que les loups se nourrissent principalement de petits mammifères, et ne s'attaqueraient qu'aux caribous plus faibles, blessés ou malades. En ce sens, le loup serait bénéfique au caribou.

## Réception et impact
Peu après la publication du livre, on s'attaque à la crédibilité de Mowat en remettant en question certains aspects de son récit. Par exemple, Alexander William Francis Banfield, biologiste au Service Canadien de la Faune ayant lui-même travaillé sur le caribou et ayant rencontré Mowat, rédige une critique caustique. Dans le texte publié dans le Canadian Field-Naturalist, il rectifie de nombreux détails de l'expédition de Mowat dans le nord canadien, et prédit à son ouvrage autant d'influence sur l'attitude humaine envers les loups que Le Petit Chaperon rouge. Il ajoute : « j'espère que les lecteurs de Never Cry Wolf réaliseront que les deux histoires ont à peu près le même contenu factuel ».
Never Cry Wolf a été traduit en français et publié par Arthaud en 1974.